# Cerrillos
Cerrillos – miasto w Chile, w regionie Region Metropolitalny Santiago, w prowincji Melipilla.